# Gelam Sei Serimah
Gelam Sei Serimah is een bestuurslaag in het regentschap Serdang Bedagai van de provincie Noord-Sumatra, Indonesië. Gelam Sei Serimah telt 4511 inwoners (volkstelling 2010).